# John Roselius
John Roselius (19 agosto 1944 – 29 ottobre 2018) è stato un attore statunitense.

## Biografia
È apparso in numerosi film e come guest star sul piccolo schermo, tra cui in sei episodi di JAG - Avvocati in divisa e in molte pubblicità per la televisione americana.

## Filmografia parziale
- Cielo di piombo, ispettore Callaghan (The Enforcer), nel ruolo dell'autista del sindaco (1976)
- Un camion in salotto (Coast to Coast), nel ruolo di un poliziotto (1980)
- L'uomo del confine (Borderline), nel ruolo di un agente dell'FBI (1980)
- Love Streams - Scia d'amore (Love Streams), nel ruolo di Ken (1984)
- Paura su Manhattan (Fear City), nel ruolo del manager di Rossi (1984)
- Stato di grazia (State of Grace), nel ruolo dell'uomo di Borelli (1990)
- Analisi finale (Final Analysis), nel ruolo del vicesceriffo (1992)
- Cara, insopportabile Tess (Guarding Tess), nel ruolo di Tom Bahlor (1994)
- Il diavolo in blu (Devil in a Blue Dress), nel ruolo del detective Mason (1995)
- Space Jam (Space Jam), nel ruolo del manager di Baron (1996)
- Mars Attacks! (Mars Attacks!), nel ruolo di GNN Boss (1996)
- Con Air (Con Air), nel ruolo di Skip Devers (1997)
- Strade perdute (Lost Highway), nel ruolo del detective Al (1997)
- Playing God (Playing God), nel ruolo di un chirurgo (1997)
- The Truman Show (The Truman Show), nel ruolo del papà sulla spiaggia (1998)
- Sbucato dal passato (Blast from the Past), nel ruolo di Atkinson (1999)
- In fondo al cuore (The Deep End of the Ocean), nel ruolo di Chief Bastokovich (1999)

## Doppiatori italiani
Nelle versioni in italiano delle opere in cui ha recitato, John Roselius è stato doppiato da:
- Piero Tiberi in Charlie's Angels
- Sandro Iovino in Cara, insopportabile Tess
- Franco Zucca in Strade perdute
- Domenico Maugeri in The Truman Show